# Malvella lepidota
Malvella lepidota là một loài thực vật có hoa trong họ Cẩm quỳ. Loài này được (A. Gray) Fryxell mô tả khoa học đầu tiên năm 1974.